# Hypochrysops lucilla
Hypochrysops lucilla är en fjärilsart som beskrevs av D'abrera 1971. Hypochrysops lucilla ingår i släktet Hypochrysops och familjen juvelvingar. Inga underarter finns listade i Catalogue of Life.